# Carl stenmästare
Ej att förväxla med Karl Kryptmästare, en stenhuggare verksam på Gotland och i Skåne på 1100-talet.
Carl stenmästare var en stenhuggare och kyrkobyggare som var verksam i Skåne på 1100-talet.
Endast på ett av sina bevarade alster har denne skånske stenmästare satt sin signatur. Det är på portalen till Östra Herrestads kyrka. Här finns en text inhugget i ett prydligt cirkelband: "Carl stenmester scar thenna sten". Texten sitter centrerat och på en mycket iögonfallande plats, på överliggaren, tympanet, i den rikt ornerade södra portalen. Hela denna kyrka är för övrigt rikt dekorerad av Carl. Runt sockeln löper en ornerad rundstav, delvis "förbättrad" vid restaurering på 1800-talet. Inne i kyrkan finns kolonnetter med vridna skaft. På den ena kämpar en man med ormliknande drakar medan den andra kröns av två sköldar.
Konsthistorikern CG Brunius beskrev på 1800-talet Ingelstorps då ännu existerande romanska kyrka. Han kom fram till att det finns stora likheter i konstnärliga detaljer mellan denna kyrka och Östra Herrestad, bl.a. löper samma typ av rundstavsprydd sockel runt båda byggnaderna och den södra portalen har haft en uppbyggnad liknande Östra Herrestad. Brunius menade därför att Carl stenmästare även står bakom Ingelstorp kyrka. Tre skulpturfragment har bevarats från Ingelstorp: ett krokodilliknande lejon, en biskop och en mansbyst.
Bevarade portaler som kan knytas till Carl stenmästare finns i kyrkorna Hedeskoga kyrka, Sjörups gamla kyrka och Hörby kyrka. På Bornholm kan dessutom Østerlars kyrkas portal knytas till Carls verkstad.
Konsthistorikern Monica Rydbeck kopplar också samman ett fynd av ett gravmonument på Löderups kyrkogård år 1918 med Carl stenmästare. Det består av ett stort, svårt vittrat stenblock på vars fyra hörn uthuggits lejonfigurer. På blockets ovansida ses två människofigurer.